# 短俳
短俳（たんぱい）は、漢俳の一種。

## 概要
現在中国で創作されている漢俳は、多くは、五七五 = 17言で、これは日本の俳句の音数律を原始的に輸入模倣したことから始まったものである。しかし中国語と日本語は、助辞の使用の多寡や、用言の語尾変化など、異なる要素が多く、一言（一音）の持つ値の大きさが異なるので、漢俳＝日本俳句とは扱えない。 五・七・五 = 17言の漢俳は、むしろ西洋詩の三行詩である。一般に三行詩に比べ、俳句は述べ記す音数（言数）が世界で最も短い短詩型で、言数そのものでは最も寡黙な詩形である。俳句はその寡黙を逆手にして、余白余韻を最大限に活用し、むしろ最大の内容の伝達を行わんとするものである。

## 短俳の建議・実作状況
和漢（または漢和）と呼ばれる日漢句混在の作品創作は江戸時代からあったが、漢句は一様に、五言で記されるのが習慣であった。日本語句に混じって漢句五言句の挟みは、詠ずる場合、音数律の違いで、どうしても違和感が残る。
2001年5月、中国の北京大学シンポジウムにおいて、連句の日漢人一座建立する催しが設けられた際、連句の巻がスムースな音数律同調にて進行することを目的に、日本（伝統）連句の長短交互の様相に同調すべく、漢句も長句の場合は、三四三 = 10言、短句は四三 = 7言を標準音数とすることを中尾青宵が提案し、大会で採択され、創作の場で実施に移され、その目的と効果は確認された。
これは、日本語連句の長句も漢句の長句も、息継ぎや切れを考えての一句の内、各（上中下）句章の拍数が4であることに着目したもので、長句は4×3の拍数、同様に短句も4×2の拍数とした。以来、日漢人交流の場での連句の実作にはこの方式が多く採用されるようになった。連句を離れて、一句立ちの漢俳の場合も、先述の極短たるべき趣旨に合うよう、三四三 = 10言標準（多少の多寡逸脱は可）とする短俳が、中国の漢俳創作愛好家グループに向け推奨された。短俳は、日本の俳句の普及愛好に似た優れた本質を有するので、今後、中国でも徐々に好まれ普及するものと予測される。